# Alessandro Torriani
Alessandro Torriani (* 1924 in Mendrisio; † 17. Juli 2002 in San Bernardino) war ein Schweizer Offizier, Instruktionsoffizier der Infanterie, Brigadier und ehemaliger Kommandant der Territorialzone 9.

## Leben
Alessandro Torriani besuchte Schulen in Agno und Lugano, setzte seine Studien in Schwyz und an den Universitäten Basel und Mailand fort und promovierte 1950 zum Doktor der Rechtswissenschaften. 1953 begann er als Hauptmann seine Karriere als Instruktionsoffizier und Ausbilder an der Rekrutenschule der Infanterie in Bellinzona, 1954 besuchte er die Militärschule an der ETH Zürich, und 1961 wurde er zum Major ernannt. Er nahm von 1966 bis 1967 am höheren Lehrgang des italienischen Armeestabs an der Kriegsschule in Civitavecchia teil. Im Jahr 1970 wurde er zum Oberst ernannt und leitete von 1969 bis 1974 die Rekrutenschule der fanteria di montagna 9/209 in Bellinzona. Seit 1976 war Brigadier Torriani im Nebenamt auch Redaktor der Rivista militare della Svizzera italiana, der führenden militärischen Zeitschrift für die Italienisch sprechenden Offiziere der Schweizer Armee. Im Jahr 1978 wurde er Oberst im Generalstab und organisierte in Lugano den Convegno Europeo della Stampa militare.
Von 1969 bis 1971 war er Stabschef der Gebirgsdivision 9, von 1972 bis 1973 Kommandant des Gebirgsinfanterieregiments 30, von 1974 bis 1981 Stabschef, von 1975 bis 1978 Kommandant des Exerzierplatzes Bellinzona, von 1975 bis 1981 Leiter des Koordinationsbüros 9 Tessin und von 1982 bis 1983 Kommandant der Territorialzone 9. 1994 gründete er die Schweizerische Veteranenvereinigung der Armee Sektion Tessin und italienisches Graubünden, damals Pro Militia genannt, und wurde ihr Ehrenpräsident. Als 150-Jahr-Jubiläumsgabe der Schweizerischen Offiziersgesellschaft (SOG) an ihre Mitglieder bereitete eine Redaktionskommission unter der Leitung von Divisionär Frank Seethaler, Oberst im Generalstab Paul Ducotterd und Brigadier Alessandro Torriani eine Festschrift vor, die als Beilage zur Allgemeinen Schweizerischen Militärzeitschrift, zur Revue militaire suisse und zur Rivista militare della Svizzera italiana in einer Auflage von 50'000 Exemplaren erschien.
Zum Abschluss seiner Karriere wurde er Leiter der Rekrutierung im Kanton Tessin.

## Schriften
- Le difficoltà del contrattacco. In: Rivista militare della Svizzera italiana. 27. Jg., Nr. 4, Juli/August 1955, S. 107; Teil 2: 27. Jg., Nr. 5, September/Oktober 1955, S. 141 (archiviert auf E-Periodica der ETH Zürich).
- Rinnovamento nella tradizione. In: Rivista militare della Svizzera italiana. 48. Jg., Nr. 2, S. 73–75, Gaggini-Bizzozero, Lugano 1976 (archiviert auf E-Periodica der ETH Zürich).